# Olaf Henriksen
Olaf Henriksen (ur. 16 kwietnia 1888, zm. 17 października 1962) – duński baseballista, jedyny zawodnik urodzony w Danii, który grał w Major League Baseball. Występował na pozycji zapolowego w Boston Red Sox.
Henriksen w MLB zadebiutował 11 sierpnia 1911. Będąc zawodnikiem Red Sox, trzykrotnie zwyciężył w World Series w 1912, 1915 i 1916. Po raz ostatni zagrał 27 czerwca 1917 w meczu przeciwko Washington Senators. Po zakończeniu kariery był między innymi menadżerem uniwersyteckiej drużyny baseballowej Boston College Eagles.

## Statystyki w MLB
Sezon zasadniczy
| Sezon              | Klub               | G   | PA  | AB  | R  | H   | 2B | 3B | HR | RBI | SB | CS | BB | SO | BA    | OBP   | SLG   | OPS   |
| ------------------ | ------------------ | --- | --- | --- | -- | --- | -- | -- | -- | --- | -- | -- | -- | -- | ----- | ----- | ----- | ----- |
| 1911               | BOS                | 27  | 108 | 93  | 17 | 34  | 2  | 1  | 0  | 8   | 4  | NO | 14 | 16 | 0,366 | 0,449 | 0,409 | 0,857 |
| 1912               | BOS                | 44  | 72  | 56  | 20 | 18  | 3  | 1  | 0  | 8   | 0  | 1  | 14 | 14 | 0,321 | 0,457 | 0,411 | 0,868 |
| 1913               | BOS                | 31  | 47  | 40  | 8  | 15  | 1  | 0  | 0  | 2   | 3  | NO | 7  | 5  | 0,375 | 0,468 | 0,400 | 0,868 |
| 1914               | BOS                | 63  | 119 | 95  | 16 | 25  | 2  | 1  | 1  | 5   | 5  | 4  | 22 | 12 | 0,263 | 0,407 | 0,337 | 0,744 |
| 1915               | BOS                | 73  | 115 | 92  | 9  | 18  | 2  | 2  | 0  | 13  | 1  | 5  | 18 | 7  | 0,196 | 0,333 | 0,261 | 0,594 |
| 1916               | BOS                | 68  | 127 | 99  | 13 | 20  | 2  | 2  | 0  | 11  | 2  | 0  | 19 | 15 | 0,202 | 0,331 | 0,263 | 0,593 |
| 1917               | BOS                | 15  | 15  | 12  | 1  | 1   | 0  | 0  | 0  | 1   | 0  | NO | 3  | 4  | 0,083 | 0,267 | 0,083 | 0,350 |
| Łącznie w karierze | Łącznie w karierze | 321 | 603 | 487 | 84 | 131 | 12 | 7  | 1  | 48  | 15 | NO | 97 | 73 | 0,269 | 0,392 | 0,329 | 0,721 |

Postseason
| Sezon              | Klub               | S                  | P                  | Wynik              | G | PA | AB | R | H | 2B | 3B | HR | RBI | SB | CS | BB | SO | BA    | OBP   | SLG   | OPS   |
| ------------------ | ------------------ | ------------------ | ------------------ | ------------------ | - | -- | -- | - | - | -- | -- | -- | --- | -- | -- | -- | -- | ----- | ----- | ----- | ----- |
| 1912               | BOS                | WS                 | NYG                | Wyg.               | 2 | 1  | 1  | 0 | 1 | 1  | 0  | 0  | 1   | 0  | 0  | 0  | 0  | 1,000 | 1,000 | 2,000 | 3,000 |
| 1915               | BOS                | WS                 | PHI                | Wyg.               | 2 | 2  | 2  | 0 | 0 | 0  | 0  | 0  | 0   | 0  | 0  | 0  | 0  | 0,000 | 0,000 | 0,000 | 0,000 |
| 1916               | BOS                | WS                 | BRO                | Wyg.               | 1 | 1  | 0  | 1 | 0 | 0  | 0  | 0  | 0   | 0  | 0  | 1  | 0  | –     | 1,000 | –     | –     |
| Łącznie w karierze | Łącznie w karierze | Łącznie w karierze | Łącznie w karierze | Łącznie w karierze | 5 | 4  | 3  | 1 | 1 | 1  | 0  | 0  | 1   | 0  | 0  | 1  | 0  | 0,333 | 0,500 | 0,667 | 1,167 |